# Potthucke

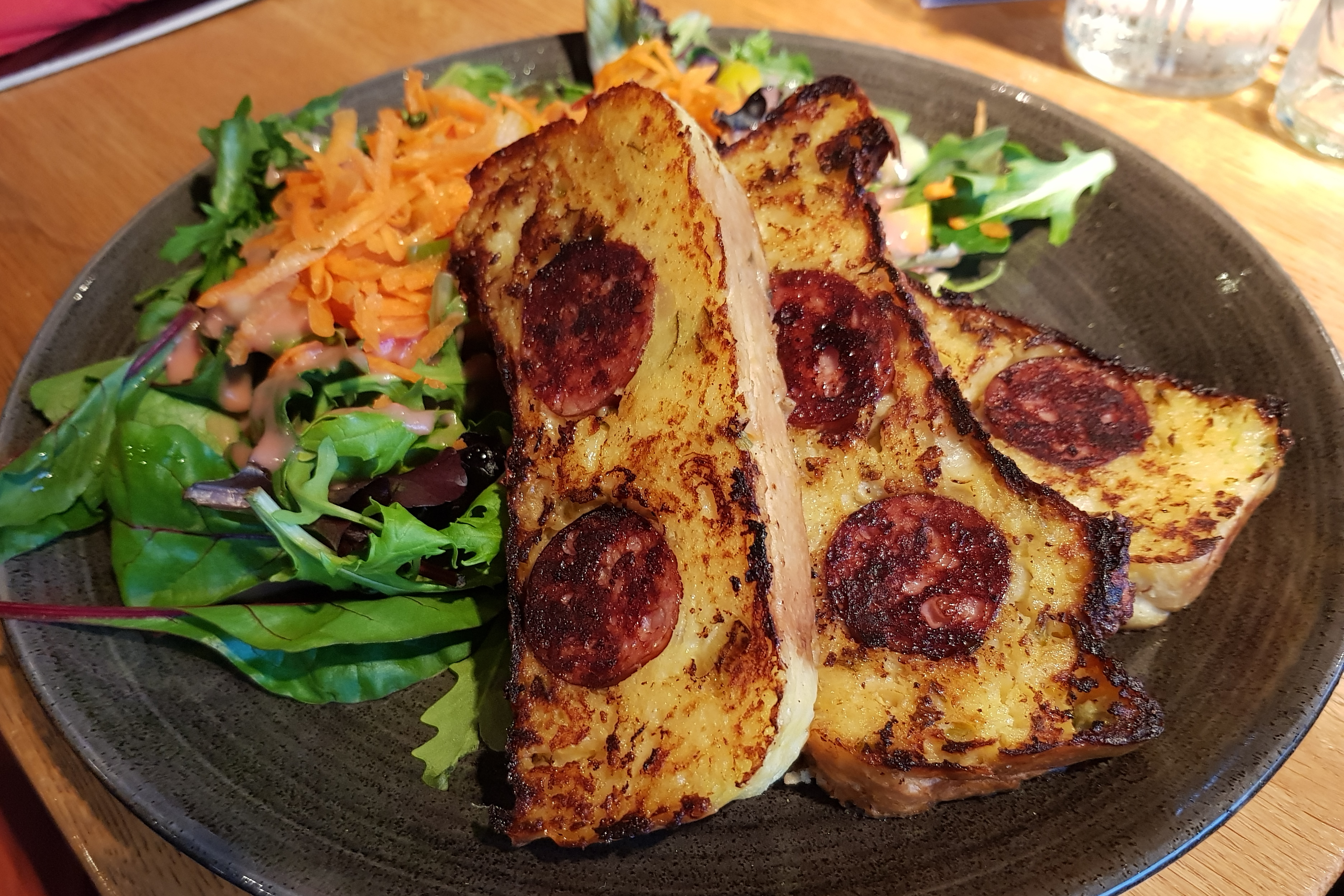
Sauerländer Potthucke auf dem Teller

Potthucke (auch Puffert genannt) oder Döppekooche ist ein typisches Kartoffelgericht der westfälischen Küche, des Sauerlands und  Siegerlands bzw. der Küche des Rheinlands und des Saarlands.
Kochbücher bezeichnen die westfälische Variante auch als „Sauerländer Potthucke“. Im Rheinland sind regional sehr unterschiedliche  Bezeichnungen im Gebrauch, meist Dialektausdrücke für Topfkuchen z. B.  Döbbekuchen und Kesselskooche sowie Dibbekooche oder Datschert im Westerwald und Dibbelabbes (nicht zu verwechseln mit Schales) im Saarland; in Linz am Rhein wird das Gericht Uhles genannt. Schales wird wie Potthucke und Döppekooche im Backofen, Dibbelabbes dagegen in der Pfanne zubereitet. 
Die Wahrheit über Dibbelabbes und Schales, die sogenannten saarländischen „Nationalgerichte“: Schales ist kein Pfannengericht, sondern ein Kartoffelauflauf, der im Ofen gegart, also gebacken wird. Das Wort „Dibbelabbes“ sagt es schon: Dieses Gericht ist ein Auflaufgericht, bei dem eine Masse (Labbes) in einem gusseisernen Topf (Dibbe) mit verschlossenem Deckel in Fett gegart wird. Die Masse besteht aus geriebenen rohen Kartoffeln, Zwiebeln, Dörrfleischwürfeln, Lauchstreifen, gewürzt mit Salz, Pfeffer und Muskat. Zum Ende der Garzeit nehmen Kenner den Deckel ab und lassen die Masse kurz überbräunen. Es wird nichts umgewendet und in kleinen Stücken gebraten. Dazu isst man Apfelkompott oder Frisee-Salat.

## Etymologie
Wörtlich bedeutet Potthucke im Dialekt „das, was im Topf hockt“, da sich dieses Gericht leicht am Boden festbackt.

## Zubereitung

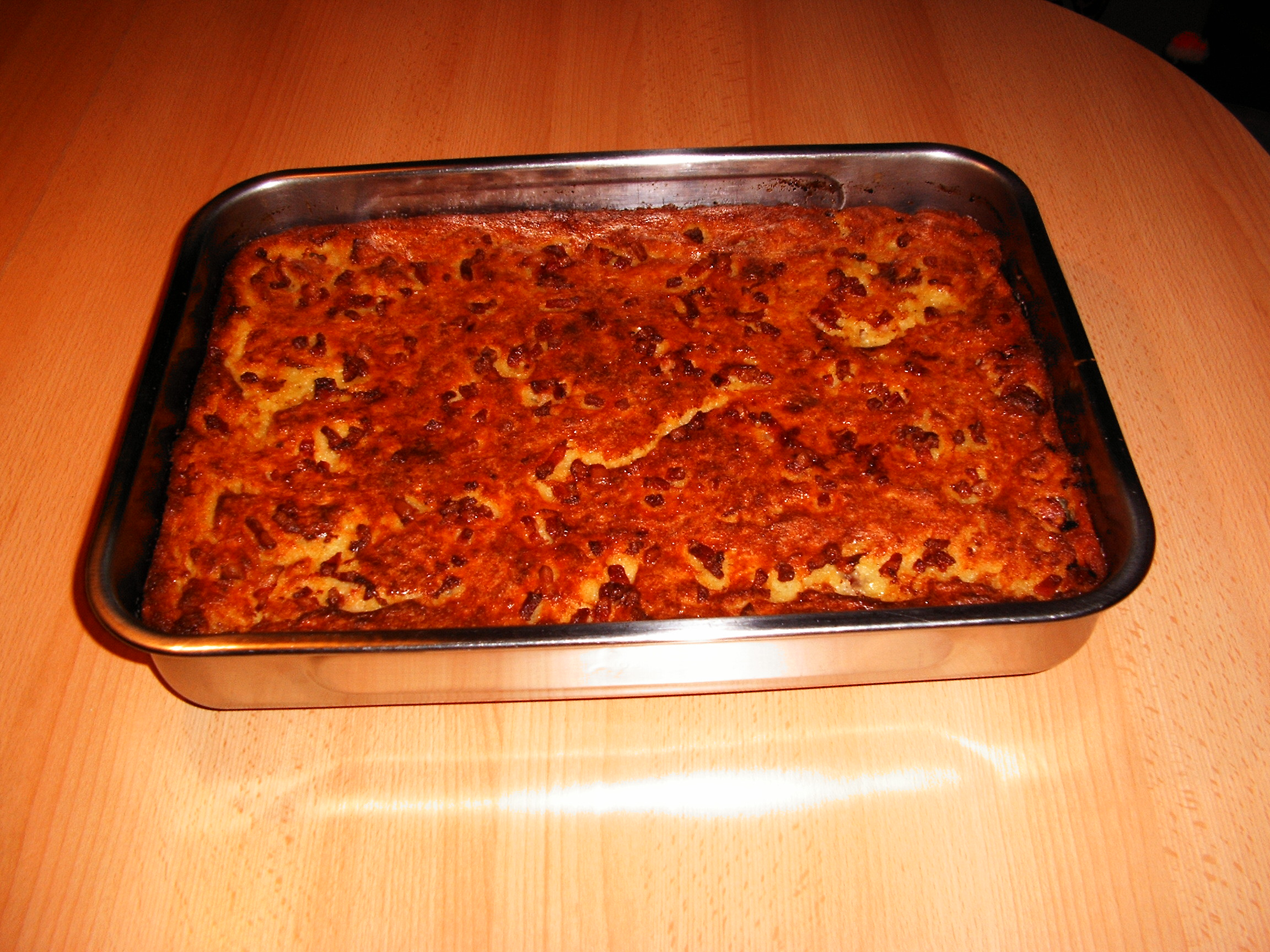
Potthucke direkt aus dem Backofen

Zur Zubereitung werden rohe Kartoffeln geschält, gewaschen, gerieben und in einem feinen Sieb ausgedrückt. Zur Kartoffelmasse werden Eier und süße oder saure Sahne gegeben und alles vermengt. Teilweise werden auch kleingewürfelte Mettwurst und Zwiebeln zugegeben. Der Teig wird mit Salz und Pfeffer, manchmal auch Muskatnuss, gewürzt. In einer ofenfesten Form werden durchwachsener und gewürfelter Speck zerlassen. Nun wird der Kartoffelteig in die ofenfeste Form gefüllt. Teilweise wird kein Speck zerlassen, sondern der Teig in die zuvor mit Butter eingefettete Form gegeben und anschließend kleingewürfelter durchwachsener Speck darüber verteilt. Abschließend wird das Gericht ca. 45 Minuten gebacken. Anders als für den rheinischen Döbbekooche werden für die westfälische Potthucke auch gekochte Kartoffeln genutzt, die durch eine Kartoffelpresse gedrückt und mit den geriebenen Kartoffeln vermengt werden. Das Verhältnis von rohen zu gekochten Kartoffeln beträgt meist vier zu eins.
Nach dem Backen kann das Gericht so verzehrt werden oder nach kurzem Abkühlen in zwei Zentimeter dicke Scheiben geschnitten und von beiden Seiten in einer Pfanne knusprig gebraten werden. Zur Potthucke wird traditionell Salat und Butterbrot gegessen. Im Sauerland isst man üblicherweise Schwarzbrot und Rübenkraut dazu. Der Kontrast der leicht salzigen Potthucke, dem kräftigen Schwarzbrot und dem süßen Rübenkraut macht dieses Gericht so besonders. Als Getränk wird traditionell ein Pils getrunken, daher der Ausdruck „bei Pils & Potthucke“. Der rheinische Döppekooche kann mit Apfelmus oder Rübenkraut serviert werden, kommt aber meistens ohne Beilagen auf den Teller. Er wird auch gern kalt oder aufgewärmt gegessen.

## Geschichte
In den katholischen Gegenden Westfalens und des Rheinlands kam dieses Kartoffelgericht traditionell am Freitag auf den Tisch, da es  wenig bis gar kein Fleisch enthält. 
In der jüdischen Küche ist dieses Rezept fleischlos als Kugel und Kugelis in der litauischen Küche bekannt und als Sabbatessen beliebt, da man es vor Anbruch des Sabbats zubereiten und im Ofen lange warm halten kann. So lässt sich das strenge religiöse Arbeitsverbot für den Sabbat einhalten.
Durch Henriette Davidis wurde im 19. Jahrhundert die Potthucke unter dem Namen Puffert im ganzen deutschsprachigem Raum bekannt. Davidis nahm das Gericht Puffert schon in das 1845 erschienene Praktische Kochbuch auf. Dieses Buch wurde bis in die 1990er Jahre in immer wieder verbesserten Auflagen gedruckt. 1994 erschien auch ein Nachdruck der Erstausgabe von 1845. Im Jahr 1879 wurde in Milwaukee in den USA auch eine besondere Ausgabe für Auslandsdeutsche gedruckt.

## Trivia
Der größte Dippekuchen der Welt, an dessen Herstellung elf Amateurköche beteiligt waren, wurde 1983 in einer Brotfabrik in Ebernhahn im Westerwald gebacken. Er ergab etwa 4000 Portionen bei einer Oberfläche von fast 5 m². Folgende Zutaten sind überliefert:
- 350 Kilogramm geschälte und geriebene Kartoffeln, 100 Liter Milch, 250 eingeweichte Brötchen, 50 Kilogramm Dörrfleisch, 30 Liter Speiseöl, 6 Kilogramm Salz, 1 Kilogramm Pfeffer, 250 Gramm Muskat und 300 Eier.